# 威廉·达根橋

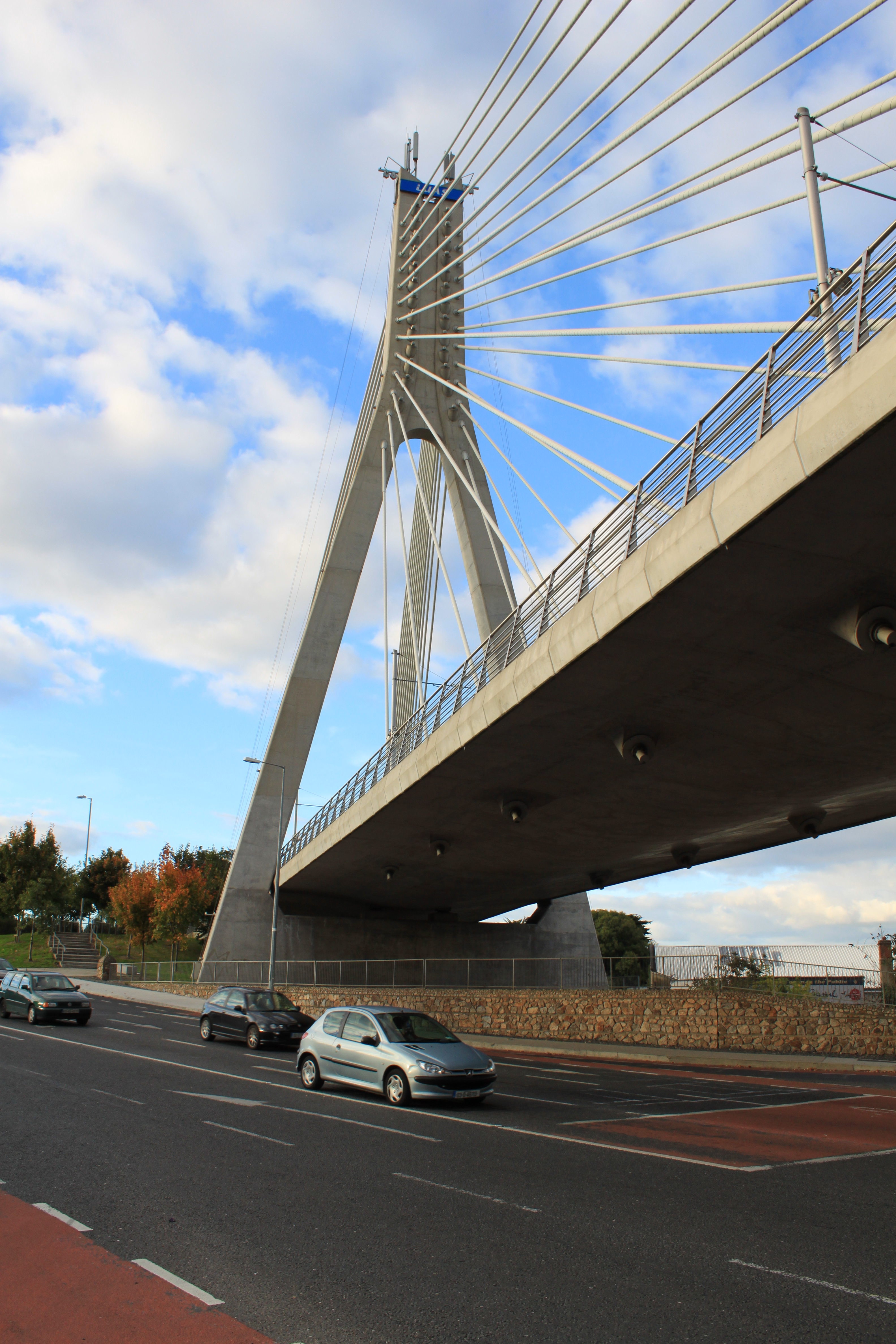
威廉·达根橋

威廉·达根橋（英語：William Dargan Bridge）在2004年建成通車，是一條位於愛爾蘭共和國都柏林鄧德拉姆的鐵路斜拉橋，使用方為都柏林輕軌綠線。大橋橫越R112和R117公路，及甚少人知道的斯蘭河。
大橋命名是紀念工程師威廉·达根，他把鐵路引進至愛爾蘭多個地方。